# SAP S/4HANA
SAP S/4HANA és un programari de planificació de recursos empresarials per a grans empreses desenvolupat per SAP SE. És el successor tant de SAP R/3 com de SAP ERP, i està optimitzat per a la base de dades en memòria de SAP SAP HANA.

## Propòsit
SAP S/4HANA és un paquet de programari de planificació de recursos empresarials (ERP) destinat a cobrir tots els processos del dia a dia d'una empresa (per exemple, de comanda a cobrar, de compra a pagament, de pla a producte i petició a servei) i les capacitats bàsiques. Integra funcions de línies de negocis, així com solucions del sector, i també torna a integrar parts dels productes de SAP Business Suite com ara SAP SRM, SAP CRM i SAP SCM. Com que SAP Business Suite 4 només s'executa a la base de dades SAP HANA, està empaquetat com un sol producte: SAP S/4HANA. El conjunt de negocis clàssic basat en R3, ERP i ECC de SAP i els productes relacionats es van dissenyar per funcionar en diverses plataformes de bases de dades, incloses les d'Oracle, Microsoft i IBM.

## Història
La plataforma SAP HANA està disponible des del 2010 i les aplicacions SAP com SAP ERP i SAP Business Suite es poden executar a la base de dades SAP HANA i/o altres sistemes de bases de dades compatibles.
La nova suite, SAP S/4HANA,  es va llançar el 3 de febrer de 2015 a la Borsa de Nova York. L'esdeveniment va introduir edicions en núvol i on premises, amb l'edició on premises disponible el mateix dia. L'edició al núvol es va publicar a SAPPHIRE NOW (la conferència anual de clients de SAP) el 6 de maig de 2015 a Orlando, Florida.
SAP S/4HANA es va anomenar la major actualització de SAP a la seva estratègia i plataforma ERP en més de dues dècades. Després del llançament, els analistes de Gartner van assenyalar que SAP S/4HANA representava un "canvi transformador", però va plantejar preguntes sobre problemes de funcionalitat, disponibilitat, preus i migració al voltant de S/4HANA.
El 21 d'abril de 2015, 370 clients havien comprat S/4HANA. Després del primer semestre de 2015, es va confirmar un creixement positiu per a SAP. Durant el tercer trimestre de les trucades obtingudes a l'octubre de 2015, SAP va confirmar que S/4HANA tenia més de 1.300 clients. A finals del quart trimestre de 2016, SAP va anunciar que 5.400 clients havien implementat SAP S/4HANA, i que el 30 de juny de 2018 havia augmentat fins als 8.900.

## Edicions i desplegament
SAP S/4HANA es pot implementar localment, al núvol o mitjançant un model híbrid. L'oferta de productes S/4HANA consta de diverses edicions: SAP S/4HANA Cloud: anteriorment anomenada edició essencials (ES) i Multi-Tenant Edition, SAP S/4HANA Cloud edició estesa: anteriorment anomenada Single-Tenant Edition, SAP S/4HANA Cloud, edició privada, SAP S/4HANA On-Premise.
SAP S/4HANA On-Premise és similar pel que fa a la cobertura, la funcionalitat, el suport específic del sector i la localització a l'actual SAP Business Suite (en 39 idiomes, 64 versions de països).
SAP també ofereix SAP S/4HANA Cloud (en 18 idiomes, versions de 33 països). SAP ha posat èmfasi en el producte com a fonamental per al seu canvi al núvol.
Ambdues edicions consten de funcionalitats per a finances, comptabilitat, control, adquisicions, vendes, fabricació, manteniment de plantes, sistema de projectes i gestió del cicle de vida del producte, a més d'integració amb SAP SuccessFactors, SAP Ariba, SAP Hybris, SAP Fieldglass i SAP Concur.

## Cicle de vida del producte
Tant SAP S/4HANA on-premises com les edicions al núvol de SAP S/4HANA tenen estratègies de llançament. Les edicions al núvol es publiquen semestralment. L'edició local té una versió nova per any i rep funcionalitats i correccions addicionals en forma de Feature Pack Stacks (FPS) o Service Pack Stacks (SPS) cada trimestre.
Local: cada any, SAP tradicionalment enviava una nova versió del seu producte local SAP S/4HANA (per exemple, SAP S/4HANA 1610), seguida de tres piles de paquets de funcions (FPS) successives trimestralment. Posteriorment, la versió anterior del producte va rebre Service Pack Stacks (SPS) trimestralment fins al final del manteniment general. Tanmateix, amb el llançament de l'octubre de 2023, SAP va introduir un canvi significatiu en la seva estratègia de llançament i manteniment per a SAP S/4HANA. El producte ara segueix un cicle de llançament de dos anys, proporcionant un període de manteniment general més llarg de set anys per llançament. Aquest canvi pretén oferir als clients més oportunitats d'innovació contínua i un camí flexible cap a la preparació al núvol. A més, cada sis mesos s'introduiran paquets de funcions més fàcils d'adoptar durant els dos primers anys d'una versió, reduint la necessitat d'actualitzacions disruptives i reduir els costos totals d'implementació.